# Orimarga (Orimarga) monilis
Orimarga (Orimarga) monilis is een tweevleugelige uit de familie steltmuggen (Limoniidae). De soort komt voor in het Afrotropisch gebied.